# La Pouge
La Pouge település Franciaországban, Creuse megyében. Lakosainak száma 96 fő (2022. január 1.). La Pouge Chavanat, Saint-Georges-la-Pouge, Saint-Hilaire-le-Château és Vidaillat községekkel határos.

## Népesség
A település népességének változása:
| Lakosok száma | 119  | 110  | 87   | 70   | 84   | 86   | 90   | 96   | 96   | 96   |
|               | 1968 | 1982 | 1990 | 2006 | 2013 | 2015 | 2017 | 2019 | 2020 | 2022 |